# Transfunkcionální bohyně
Transfunkcionální bohyně je podle trojfunkční hypotézy typ indoevropské bohyně vztahující se ke všem třem funkcím, tedy suverenitě, válce i plodnosti. Mezi transfunkcionální bohyně jsou řazeny následující:
- védská Sarasvatí a hinduistická Déví, syntéza mnoha indických bohyň
- perská a zarathuštrická Ardví Súrá Anáhitá „Vlhká, Silná, Neposkvrněná“
- římská Juno v Lanuviu ctěná jako Sēispes Māter Regīna „Zdravá, Matka, Královna“ (P, s. 180)
- řecká Athéna ctěná jako jako Hygieia „Zdraví“, Polias – ochránkyně města, a Níké „Vítězná“
- irská Medb a Macha

Vznik komplexních transfunkcionálních bohyň lze interpretovat skrze difuzi. Podle takového výkladu  byly domorodé bohyně s jejichž kultem se Indoevropané během své expanze setkávali přiřazeny k třetí, tedy plodnostní a ekonomické. Později však byly vztaženy také ke zbylým dvěma funkcím a získal tak atributy suverénních a válečnických božstev, třetí funkce je ostatně nejvíce přístupná synkrezi. Podle odlišné interpretace byl ženský prvek v indoevropském myšlení prvek chápán jako universální a syntetizující, oproti analytickému prvku mužských božstev, a transfunkcionální bohyně tak byly od počátku chápány jako dodávající svoji moc všem funkcím.
Kromě bohyň vykazují známky transfunkcionality některá božstva reprezentující přírodní živly, například védský Agni „Oheň“, zarathuštričtí fravaši, kteří jsou „dobří, silní a spravedliví“ nebo postava krále, jako severský Ríg – Heimdall.